# Blatte rayée
Supella longipalpa
Espèce
La blatte rayée (Supella longipalpa) appelée blatte à bandes brunes ou blatte des meubles est une espèce de cafards appartenant à la famille des Blattellidae (synonyme: Ectobiidae) dans l'ordre des Blattodea (Blattaria). C'est une espèce cosmopolite mais elle peut également se retrouver dans des habitats plus naturels. À cause de ses habitudes de vie, elle peut être considérée comme nuisible.

## Description

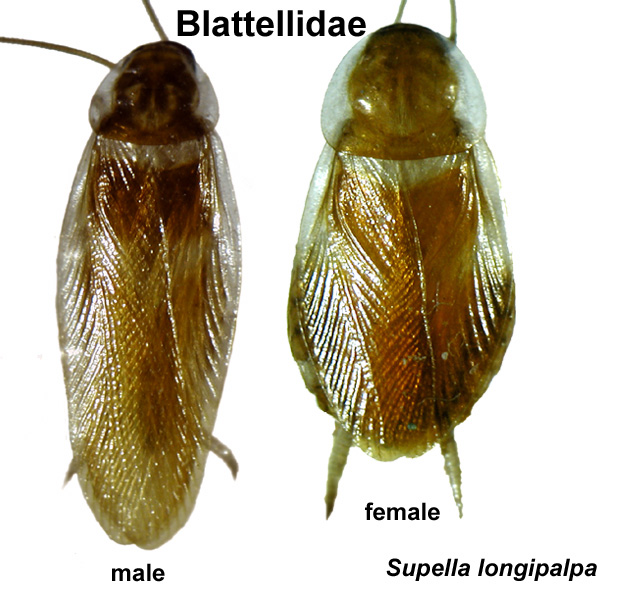
Blatte rayée (mâle et femelle).

Supella longipalpa est une petite espèce de cafard, qui mesure entre 10 et 14 mm de long à l'âge adulte. Elle est de couleur brun pâle et possède deux bandes claires qui traversent horizontalement l'abdomen. Au stade adulte, ces bandes sont visibles à travers des ailes. Les ailes du mâle couvrent entièrement l'abdomen tandis que chez la femelle, les ailes le couvrent partiellement.

## Reproduction et développement
Ces insectes ont un développement hémimétabole qui se déroule en trois étapes principales : l'œuf, la nymphe et l'adulte. La nymphe est relativement similaire à l'adulte. Elle est cependant plus petite, ses ailes ne sont pas développées et ses organes sexuels ne sont pas encore à maturité. Au cours de sa croissance, elles ressembleront de plus en plus à l'adulte et c'est à leur dernière mue, que les ailes finissent par se déployer complètement (chez les espèces à longues ailes).
Une fois fécondée, la femelle produit une oothèque à l'intérieur de son abdomen. Généralement, elle le dépose après un jour ou deux et le colle à l'aide de sécrétions anales sur les différentes surfaces (sur des meubles, dans les fissures, etc.) qui composent son environnement.
La durée d'incubation des œufs est, selon la température, de 40 à 100 jours. Les nymphes muent de 6 à 8 fois et atteignent leur maturité entre 2 et 6 mois. Les adultes peuvent vivent plus de 6 mois.

## Répartition, origine démographique et habitat
La blatte rayée est largement distribuée à travers le monde et mis à part l'Antarctique, on la retrouve sur tous les continents. 
Certains pensent que cette espèce est originaire d'Afrique, d'autres estiment qu'elle aurait plutôt été déportée de Cuba vers la Floride (espèce découverte en 1903 à Miami) puis introduite sur le continent européen par les troupes américaines pendant la Deuxième Guerre mondiale et ensuite en Asie du Sud-Est durant la reconquête des îles du Pacifique.
On peut la retrouver dans les habitations mais elle est moins fréquente dans les restaurants contrairement aux autres espèces de blattes nuisibles. Elle a besoin de moins d'humidité que la blatte germanique (Blattella germanica), elle n'est donc pas restreinte à la cuisine et la salle de bain.

## Comportements et alimentation
La blatte rayée est omnivore et se nourrit de déchets, de résidus alimentaires et de matières organiques fraîches ou en décomposition et des matériaux composés d'amidon (colle, timbres, enveloppes, reliures de livres, teintures, etc.). Elle préfère les endroits chauds et secs comme près du réfrigérateur et à l'intérieur des différentes fournitures. Il est également commun de les retrouver en hauteur.
Leur niveau d'activité est optimal lorsque la température est comprise entre 25 et 33 °C. Elles sont principalement nocturnes et une inspection de jour dans un logement infesté peut ne révéler aucune activité.

## Méthodes de lutte
À cause de leur adaptation aux milieux plus secs et à leur régime omnivore, les blattes rayées peuvent être difficiles à contrôler. Pour être en mesure de gérer les populations, la méthode utilisée doit être soutenue et systématique; la survie de quelques femelles ou oothèques est assez pour régénérer une nouvelle population.
On retrouve deux principaux moyens de lutte contre la blatte rayée. La première est une méthode non chimique qui consiste à attraper ou aspirer les blattes pour réduire l'infestation. Des trappes collantes peuvent être installées pour estimer la population et identifier les zones d'infestations. On peut également ajouter un traitement par congélation, par surchauffage ou encore par vapeur à l'aide d'un gaz non toxique. Certaines de ces techniques nécessitent un équipement spécialisé et doivent être réalisées par des spécialistes en extermination.
La seconde méthode est l'utilisation de produits chimiques. Plusieurs types d'insecticides sont commercialisés pour tuer la blatte rayée. Ils peuvent être appliqués par aérosol, en appât et en granules dans les fissures et les crevasses ou encore à l'intérieur d'une trappe.

## Risque sanitaire pour l'homme
Chez les blattes, la texture de la cuticule est idéale pour la fixation des germes et on retrouve également la présence de ces pathogènes dans leur intestin. Ces insectes se promènent sur le sol, cherchant un accès à de la nourriture ou encore à de la chaleur. Lorsqu'ils entrent en contact avec des aliments, ces pathogènes sont déposés directement ou encore indirectement, par le contact avec les excréments de l'animal. La consommation de ces aliments infectés peut provoquer des gastroentérites, de la diarrhée et autres types d'infections intestinales.
Parmi ces pathogènes, on retrouve des bactéries, des virus, des champignons et des parasites. On retrouve plusieurs espèces de bactéries dont certaines ont une importance médicale comme Enterobacter spp., Klebsiella spp., Citrobacter spp., Escherichia coli, Salmonella spp., Proteus sp.., Serratia marcescens, Staphylococcus aureus et Bacillus spp.